# Groupe hospitalier Nord-Essonne
Le Groupe hospitalier Nord-Essonne (GHNE) est un groupe d'hôpitaux du nord de l'Essonne, formé autour de son site principal, l'hôpital Paris-Saclay situé sur la commune d'Orsay.

## Historique
Le 29 mars 2024, le Groupe hospitalier Nord-Essonne (GHNE) réceptionne son nouveau site de 49 000 m2 sur le campus universitaire Paris-Saclay à Orsay, après trois ans de travaux pour un investissement public de 245 millions d’euros,. D'une capacité de 480 lits (dont 44 de soins critiques et 40 de soins ambulatoires), le nouvel hôpital Paris-Saclay a remplacé l'hôpital d'Orsay, situé dans la vallée, ainsi qu'en partie, les hôpitaux de Longjumeau et de Juvisy-sur-Orge depuis le 3 juin 2024.

## Sites

### Paris-Saclay
L'hôpital implanté sur le plateau de Saclay regroupe les activités de 3 sites. En mars 2020, Eiffage a été retenu comme chef de groupement, avec une architecture réalisée par l’agence SCAU. Initialement prévue au printemps 2024, la mise en service a finalement eu lieu en juin 2024,.

### Longjumeau
L'hôpital de Lonjumeau est depuis juillet 2024 un hôpital de proximité spécialisé sur les maladies chroniques et la prise en charge des personnes âgées.

### Bures-sur-Yvette
La Maison de l’Yvette est un pôle de gériatrie. Elle réunit un service de soins médicaux et de réadaptation gériatrique et polyvalent, un service de médecine physique et de réadaptation de neurologie, deux hôpitaux de jour (SMR gériatrique et MPR neurologique), ainsi qu'un Centre de Soins, d’Accompagnement et de Prévention en Addictologie (CSAPA).

### Grand Mesnil
Le site du Grand Mesnil est le pôle psychiatrie du groupe, il comprend : 
- Différents CMP (centres médico-psychologiques) : Bures-sur-Yvette, Les Ulis, Massy, Palaiseau.
- Un hôpital de jour de pédopsychiatrie à Bures-sur-Yvette.
- Trois sites de psychiatrie adulte : Orsay, Massy, Palaiseau[9].

## Ancien site

### Juvisy-sur-Orge
Dès l'ouverture du nouvel hôpital à Orsay, les services d’urgence, de soins de suite et réadaptation ainsi que de soins palliatifs de l'hôpital de Juvisy-sur-Orge devront déménager sur le site de Longjumeau, qui sera transformé en hôpital de proximité. Une offre de soins d'urgence, un service d’imagerie ainsi qu'un SMUR doivent tout de même être maintenus à Juvisy au sein du site reconverti via à un partenariat public-privé avec les cliniques Inicea du groupe Korian,.